# ハーバード大学に関係する日本人の一覧
ハーバード大学に関係する日本人の一覧（ハーバードだいがくにかんするにほんじんのいちらん）は、ハーバード大学の日本人教員・卒業生等の一覧である。

## 特に著名な日本人
ハーバード大学で学んだり、研究活動や講義をしたりした日本人は数多いが、その中で特に著名な人物には、皇族（皇后）の皇后雅子（小和田雅子・1985年経済学部卒）のほか、学界では数学者の広中平祐（1968年-1992年教授、フィールズ賞受賞者）、小林俊行（2000年/2001年/2008年客員教授）、化学者の野依良治（1969年-1970年博士研究員、ノーベル賞受賞者）、岸義人（名誉教授、文化功労者）、経済学者の竹中平蔵（1989年客員准教授、政治家）、中谷巌（1973年博士号取得）などがおり、評論家・哲学者では鶴見俊輔（1942年哲学科を20歳で卒業、クワインがチューター）、小説家では村上春樹（2005年-2006年ライシャワー日本研究所客員）がいる。芸術家では、建築家の安藤忠雄（1989年客員教授）、音楽家の五嶋龍（ヴァイオリニスト、2011年物理学科を卒業）、実業界では新浪剛史（ローソン社長、1991年MBA取得）、三木谷浩史（楽天グループ創業者・会長、1993年MBA取得）、花沢菊香（社会起業家、慈善家、コロンビア大学理事 2002年MBA取得）がいる。日露戦争後の講和に尽力した小村壽太郎や金子堅太郎（1878年卒業）、戦前の軍人の山本五十六（1919年-1921年留学、元帥海軍大将）もハーバード大学で学んでいる。公衆衛生学・医学の分野では、社会疫学の先駆者としてイチロー・カワチ（2008年-教授）、分子病理疫学の先駆者として荻野周史（2015年-教授）がいる。

## 教員・研究者

### 現在
- 阿部龍一 （教授、宗教学）
- 今井耕介 （政治学部・統計学部教授）
- 入江昭 （名誉教授、アメリカ外交史）
- イチロー・カワチ （教授、社会行動学部長）
- 内田舞 （医学部助教、マサチューセッツ総合病院小児うつ病センター長）
- 岸義人 （名誉教授、有機化学）
- 小島宏司 （助教、呼吸器外科学）
- 竹内弘高 （教授、経営学）
- 荻野周史 （教授、分子病理疫学）
- 波多伸彦（教授、医学部放射線科、ブリガムアンドウイメンズ病院）
- 広中平祐 （名誉教授、フィールズ賞受賞）

### 過去
- 相澤英孝 （客員教授、法学）
- 浅野豊美 （ライシャワーセンター研究員、1994-1995年）
- 新田英之 （客員研究員、工学、2014年）
- 安藤忠雄 （客員教授、1989年）
- 出雲正剛 （教授、内科学）
- 伊藤隆敏 （ケネディスクール客員教授、経済学、1992年）
- 伊藤眞 （法学、1978年-1979年）
- 岩倉正和 （客員教授、弁護士）
- 岩崎はる子 （准教授、文学）
- 岩原紳作 （ロー・スクール客員研究員・客員教授、法学、1981年・1991年）
- 江頭憲治郎 （ロー・スクール客員研究員、法学、1976年）
- 江田憲司 （国際問題研究所研究員、1987年）
- 大栗博司 （客員研究員、物理学者、素粒子論、1992-1993年・2016年）
- 小和田恆 （客員教授、法学、1979-1981年・1987年・1989年・2000-2002年）
- 神田秀樹 （ロー・スクール客員教授、法学、1996年）
- 香田洋二 （アジアセンター上席フェロー＝Senior Fellow、元・海上自衛官・海将、2009年）
- 北川善太郎 （ロー・スクール客員教授、法学、1973年）
- 小林俊行 （客員教授、数学、2000-2001年・2008年）
- 櫻田嘉章 （ロー・スクール客員研究員、法学、1988-1989年）
- 佐藤隆三 （兼任教授、経済学、1983-2002年）
- 佐々木由香 （助教授、医学、放射線科）
- 重家俊範 （国際問題研究所研究員、外交官、1990年）
- 宍戸善一 （ロー・スクール客員教授、法学、2005年）
- 自見庄三郎  （公衆衛生学部主任研究員、1980年）
- 下谷政弘 （招聘教授、経済学、1999-2000年）
- 武隈慎一 （客員教授、経済学）
- 竹中平蔵 （客員准教授、経済学、1989年）
- 玉岡晃 （医学部ブリガム婦人病院神経疾患センター研究員、1989年）
- * 中里実 （ロー・スクール客員教授、法学、2004-2005年）
- 野依良治 （1969年研究員として滞在、2001年ノーベル化学賞受賞）
- 原秀六 （ロー・スクール客員研究員、法学、1988-1990年）
- 松尾尊兊 （燕京研究所フェロー、歴史学、1968年）
- 村上春樹 （ライシャワー日本研究所客員研究員、2005年）
- 村瀬信也 （ロー・スクール客員研究員、法学、1974-1976年）
- 水野忠恒 （ロー・スクール、法学、1982-1984年）

## 主な出身者

### 政治・行政
- 池田千絵子（厚生労働省大臣官房総括審議官、新潟県副知事）
- 伊東香織（総務省国際部多国間経済室長、倉敷市長）
- 伊藤信太郎（衆議院議員、外務副大臣）
- 猪熊純子（東京都副知事）
- 上野宏史（衆議院議員、厚生労働大臣政務官）
- 大塚玲奈（国連開発計画環境専門官）
- 岡田康裕（衆議院議員、加古川市長）
- 岡村健司（財務省・国際局長、財務官）
- 加瀬俊一（外務省参与、国連大使、内閣総理大臣顧問）
- 加藤紘一（外務省中国課次席事務官、衆議院議員、防衛庁長官、内閣官房長官、自由民主党幹事長）
- 金子堅太郎（枢密院書記官、貴族院議員、司法大臣、農商務大臣）
- 蒲島郁夫（東京大学教授、熊本県知事）
- 可部哲生（財務省理財局長、国税庁長官）
- 上川陽子（衆議院議員、内閣府特命担当大臣、法務大臣）
- 大塚拓（衆議院議員、財務副大臣)
- 河上和雄（法務省矯正局長、最高検察庁公判部長、駿河台大学名誉教授）
- 北村隆則（駐ギリシャ特命全権大使、香港総領事）
- 越直美（弁護士、大津市長）
- 小林鷹之（衆議院議員、防衛大臣政務官）
- 小林嘉文（岡山県笠岡市長）
- 小村壽太郎（大審院判事、外務次官、駐アメリカ特命全権大使、外務大臣）
- 五味廣文（大蔵省審議官、金融庁長官）
- 酒井明（法務省広島入国管理局長、東日本入国管理センター所長）
- 佐原康之（厚生労働省健康局長）
- 塩崎恭久（衆議院議員、内閣官房長官、厚生労働大臣）
- 高島崚輔（芦屋市長）
- 髙橋寛（元外務省在ジュネーブ国際機関日本政府代表部一等書記官、大阪工業大学大学院教授）
- 竹内春海（元駐イタリア大使、元外務省アメリカ局長、元内閣総理大臣秘書官）
- 玉木雄一郎（元財務省官僚、衆議院議員、国民民主党代表）
- 豊田真由子（厚生労働省高齢者支援課課長補佐、衆議院議員、文部科学大臣政務官、復興大臣政務官）
- 中尾泰久（財務省副財務官）
- 西堀正弘（外務省国際連合局長、国連大使）
- 西山英彦（経済産業省審議官、環境省福島除染推進チーム次長）
- 野原諭（第15代経済産業省商務情報政策局長）[1]
- 平野英治（日本銀行理事、年金積立金管理運用独立行政法人経営委員長）
- 林芳正（参議院議員、防衛大臣、農林水産大臣、文部科学大臣）
- 藤末健三（東京大学助教授、参議院議員、早稲田大学客員教授、総務副大臣）
- 細田健一（衆議院議員、農林水産大臣政務官）
- 松崎哲久（衆議院議員、自由党埼玉県連会長）
- 松本瀧蔵（内閣官房副長官、国民協同党政調会長、サンフランシスコ講和会議全権随員）
- 丸山剛司（宇宙開発戦略本部事務局長代理、文部科学省科学技術・学術政策局長、東京工業大学副学長）
- 宮尾龍蔵（東京大学教授、日本銀行政策委員会審議委員）
- 宮本一三（大蔵省審議官、衆議院議員、文部科学副大臣）
- 宮澤洋一（大蔵省企画官、内閣総理大臣秘書官、参議院議員、経済産業大臣）
- 武藤正敏（元駐韓国特命全権大使）
- 目賀田種太郎（大蔵省主税局長、貴族院議員、国連大使）
- 茂木賢三郎（独立行政法人日本芸術文化振興会理事長）
- 茂木敏充（衆議院議員、金融担当大臣、経済産業大臣、経済財政政策担当大臣、外務大臣）
- 森清（第52代特許庁長官）
- 山本栄二（駐ブルネイ特命全権大使、元駐東ティモール特命全権大使）

### 学術界
- 赤津晴子 (国際医療福祉大学医学部教授、医学教育統括センター長)
- 浅見定雄 (宗教学者、東北学院大学名誉教授)
- 石倉洋子（経営学者、一橋大学名誉教授、デジタル監、日本学術会議副会長)
- 石田浩（社会学者、東京大学名誉教授）
- 伊藤隆敏 (経済学者、コロンビア大学教授)
- 今井耕介 (ハーバード大学政治学部・統計学部教授)
- 江川雅子（経営学者、一橋大学教授、成蹊学園学園長、東京大学理事）
- オリガ・T・ヨコヤマ（言語学者、カリフォルニア大学ロサンジェルス校特別栄誉教授）
- 祝迫得夫 (経済学者、一橋大学教授)
- 小幡績 (経済学者、慶應義塾大学 大学院経営管理研究科准教授)
- 鎌田雄一郎 (経済学者、カリフォルニア大学バークレー校ハース経営大学院准教授)
- 梶井厚志 (経済学者、京都大学名誉教授)
- 河合江理子 (経営学者、京都大学教授)
- 神田駿（建築家、都市計画家。ハーバード大学デザイン大学院修士課程修了）
- 北尾早霧 (経済学者、東京大学教授)
- 清滝信宏 (経済学者、プリンストン大学教授)
- 小島武仁 (経済学者、東京大学教授)
- 齋藤直子（哲学者、京都大学教授）
- 渋谷健司 (公衆衛生学者、キングス・カレッジ・ロンドン教授)
- 鶴見俊輔（評論家・哲学者、1942年哲学科を20歳で卒業、クワインがチューター）
- 浜田道代（法学者、名古屋大学名誉教授、公正取引委員会委員）
- 林文夫 (経済学者、政策研究大学院大学教授、アメリカ芸術科学アカデミー外国人名誉会員)
- 原千秋 (経済学者、京都大学経済研究所教授)
- 松山公紀 (経済学者、ノースウェスタン大学教授)
- 美馬のゆり（工学者、公立はこだて未来大学教授、日本科学未来館副館長）
- 宮尾龍蔵 (経済学者、神戸大学名誉教授、日本銀行政策委員会審議委員)
- 宮部金吾（植物学者、理学博士取得）
- 森嶌昭夫（法学者、名古屋大学名誉教授、損害保険料率算出機構理事長）
- 米倉誠一郎（経営学者、一橋大学名誉教授）
- 渡辺努（経済学者、東京大学教授）
- 渡辺靖（国際政治学者、文化人類学者、慶應義塾大学SFC教授）

### その他
- 皇后雅子（小和田雅子、第126代皇后。1985年経済学部卒）
- 石川幹子（ランドスケープアーキテクト）
- 石坂信也（ゴルフダイジェスト・オンライン創業者・社長、MBA）
- 出光昭介（出光興産名誉会長 / 中退）
- 伊藤謙三（大建木材工業社長、伊藤忠商事大株主）
- 遠藤真由 （2000年のミス・ユニバース・ジャパン）
- 小田実（作家、1958年フルブライト交換留学）
- 貝沼由久（ミネベアミツミ会長兼社長　LL.M）
- 片山龍太郎（元マルマン社長、元産業再生機構執行役員、カネボウ取締役、レナウン取締役）
- 金子堅太郎（専修大学創立時の協力者）
- 金田新（日本放送協会専務理事放送総局長、MBA）
- 木村尚樹（写真作家、写真美術作家、視覚環境学部-VES-、大学院修了　）
- 栗野慎一郎（初代駐フランス大使）
- 黒須豊（スクウェイブ社長）
- 古賀洋吉（Drivemode, Inc.創業者）
- 五木田岳彦（作曲家、音楽プロデューサー）
- 五嶋龍 （ヴァイオリニスト）
- 塩路一郎（自動車総連初代会長、自動車労連会長、ILO理事）
- 柴山哲治（サザビーズ・ジャパン社長）
- 白洲文平（実業家、白洲次郎の父）
- 正田修（日清製粉会長）
- 進藤孝生（日本製鉄会長、MBA）
- 砂川大（フリーランス、MBA）
- 谷口吉生（建築家）
- 筒井豊春（キャピタル・パートナーズ証券株式会社 代表取締役兼CEO)
- 堂山昌司（NBCユニバーサル・エンターテイメントジャパン社長）
- 永野修身（元帥海軍大将、元海軍大臣、元連合艦隊司令長官）
- 南場智子（DeNA創業者・社長、日本経団連副会長、MBA）
- 新浪剛史（ローソン社長、MBA）
- 西崎泉（ニンバスアソシエイツ社長、MBA）
- 西山昭彦（東京ガス西山経営研究所所長）
- 野村るり子（教育コンサルタント、株式会社ホープス代表取締役社長）
- 橋本英二（日本製鉄社長）
- 花沢菊香（社会起業家、慈善事業家、コロンビア大学理事、MBA）
- パトリック・ハーラン（お笑いコンビ「パックンマックン」、比較宗教学専攻）
- 原聡子（日本テレビ報道局記者兼キャスター）
- 吹野博志（元日本デル会長）
- 藤井厳喜（国際問題アナリスト、未来学者、株式会社ケンブリッジ・フォーキャスト・グループ・オブ・ジャパン代表取締役）
- 古河従純（古河財閥4代目当主）
- 槇文彦（建築家、ハーバード大学デザイン大学院修士課程修了）
- 三木谷浩史（楽天グループ創業者・会長、MBA）
- 三村明夫（新日本製鐵会長、MBA）
- 目賀田種太郎 （専修大学創立者 ）
- 茂木賢三郎（元キッコーマン取締役副会長、日本芸術文化振興会理事長、MBA）
- 守屋寿（メリルリンチ日本証券会長、古地図収集家）
- 矢田公作 - プロバスケットボール選手（bjリーグ・東京アパッチ所属）：2007年卒業
- 山下明男（フォートレス・インベストメント・グループ日本代表、ビレッジハウス・マネジメント会長）
- 山田哲（タイトー社長、元フェニックスリゾート社長）
- 山本五十六（元帥海軍大将、連合艦隊司令長官）
- 湯浅卓（法職大学院専門科外部研究生（米国弁護士））
- 吉田文紀（アムジェン日本法人社長、シンバイオ製薬創業者・社長兼CEO）
- モーリー・ロバートソン（ミュージシャン、ラジオDJ　東大を数ヶ月で中退後、電子工学で入学するも美術学部で卒業）
- 廣津留すみれ（バイオリニスト）